# ロザン
ロザンは、吉本興業大阪本社に所属する宇治原史規と菅広文からなる日本のお笑いコンビ。1996年8月結成、デビュー当時は宇治原が京都大学で菅が大阪府立大学の現役学生であった。高学歴コンビとしても知られている。NSCでは大阪校16期及び東京校1期出身と同期扱い。

## メンバー
宇治原 史規（うじはら ふみのり、1976年4月20日（49歳） - ）
ツッコミ担当。
大阪府四條畷市出身、京都大学法学部卒業。
身長177 cm、体重59 kg。血液型B型。

菅 広文（すが ひろふみ、1976年10月29日（48歳） - ）
ボケ・ネタ作り担当。
大阪府高石市出身、大阪府立大学経済学部中退。
身長162 cm、体重51 kg。血液型A型。

## 来歴

### コンビ結成まで
進学校として知られる大阪教育大学附属高等学校天王寺校舎で出会う。1年時にバスケットボール部の夏合宿で意気投合し、親交を深めていった。3年となった4月、菅から「お前と話してると楽しい。芸人にならへん?」と誘って宇治原は二つ返事で快諾した。更に菅はコンビの売りになるからと、宇治原へ京大受験を勧めた。宇治原は現役で京都大学へ合格するも菅は受験に失敗し、浪人となる。
菅は実家から近い大阪府立大学を目指し河合塾に通っていたが、その夏に河合塾で行われた講演会へNSCの立ち上げに携わった竹中功が招かれる。講演会終了後に菅は大学へ受かれば吉本に入りたい旨を告げると、竹中からは受かったら電話しろと名刺を受け取った。
翌年に菅は大阪府立大学に合格、宇治原と共に芸人を目指す。しかし2人はそれまでネタ作りの経験がなく、初めてネタを作り始めて気付けば夏になっていた。
ネタを完成させた2人は早速竹中へ電話し、会う約束を取り付けた。菅のことを覚えていた竹中はNSC入学を勧めたものの宇治原が断ると、心斎橋筋2丁目劇場で毎週日曜日に素人でも参加できるオーディションへの参加を提案した。
オーディションへ参加するにあたり、コンビ名を「ロザン」と命名した。コンビ名の由来は、菅が漫画『聖闘士星矢』に登場する龍星座の紫龍の必殺技「廬山昇龍覇」から名付けたが、特に深い意味はない。

### オーディション合格まで
1996年8月、心斎橋筋2丁目劇場でのオーディション「WaChaCha LIVE Jr.」でアマチュアとして初舞台に立つ。当時は菅がいじめられっ子役のコントを演じるも、「声が小さい」と30秒で落とされてしまった。
オーディションは毎週日曜日に開催されていたが、参加者1人につき500円の入場券2枚を売る（コンビなら計4枚）ことがノルマとなっており売れない場合は自費での参加となっていた。そして5週勝ち進むと、出演料の発生するプロとして劇場の舞台に上がれる。だがロザンは落ち続け、オーディションが「sabiki」「WaChaChaブレイク」と名前や形式が変わっても挑戦を続けて1年半後にようやくロザンは合格。その頃には宇治原は3回生、菅は2回生になっていた。
オーディションでは2人とも現役学生だったことを話していなかったため、合格時に書かされたプロフィールの学歴欄で京大・大阪府立大の文字を見た吉本の社員は驚き、翌日には関西のスポーツ新聞全社からロザンは取材を受けたという。
1998年2月、心斎橋筋2丁目劇場のイベントにおいてプロとして初舞台を踏んだ。

### プロデビューからbaseよしもと卒業まで
プロデビュー直後は心斎橋筋2丁目劇場での舞台が月に数回ある程度で、時たまアルバイトにも励みながら舞台に立っていた。1998年の夏、CSで放送された心斎橋筋2丁目劇場オーディションを合格した約20組で争う「新人王決定戦」で優勝を果たす。この頃からファンが付き、ファンレターも毎日届くようになる。
1999年3月に心斎橋筋2丁目劇場が閉鎖後、新たに建てられたbaseよしもとを拠点とする。高学歴ということから赤本にサインを求められるなど、受験生にとってのアイドル的存在となった。
1999年10月、『クヮンガクッ』（毎日放送）において初のテレビ出演。千個のハンコを街中の同じ名字の人へ配っていく企画で、終了まで約39時間を要した。
2001年、『紳助の人間マンダラ』（関西テレビ）の企画で、ランディーズ（現在は解散）・キングコングと共にダンスユニット『WEST SIDE』を結成。CD・写真集等を発売し、関西でブレイクした。
2001年、baseよしもとで初の単独ライブを開催。この単独ライブは、うめだ花月・ルミネtheよしもとなどで2011年現在まで毎年複数回行っている。
当時はアイドル系の顔を持つ菅の人気が高く、宇治原はWEST SIDEでも顔についてイジられるオチを担当するなど所謂ブサイクキャラであった。
2003年にbaseよしもとを卒業。2000年代初期のbaseよしもとブームにおける、主要メンバーの一組だった。

### 全国区へ
baseよしもと卒業後は、うめだ花月を舞台の中心とする。『ガキンチョ★ROCK』で映画初主演、『お笑いポポロ』（麻布台出版社）2003年11月号でキングコングとの対談が若手芸人対談特集のトップになるなど人気はあったものの、基本的に大阪を拠点としテレビ出演も『ちちんぷいぷい』（毎日放送）や『クイズ!紳助くん』（朝日放送）など関西ローカル番組への出演がほとんどで、全国的な知名度は今一つであった。
2004年3月、宇治原は留年と休学を経て9年かけ京都大学を卒業。菅は大阪府立大学を既に中退していた。
2006年5月、宇治原が『平成教育予備校』（フジテレビ）へ初出演にして優勝。そのまま4連続トップを取り、さらに特番『平成教育委員会2006年夏休みスペシャル』でも優勝。その後も『熱血!平成教育学院』（フジテレビ）『クイズプレゼンバラエティー Qさま!!』（テレビ朝日）など出演、クイズ番組といった特番で宇治原が引っ張りだことなり全国的なブレイクに繋がった。
2008年10月30日には菅が、宇治原の京大合格までの勉強法やコンビ結成、オーディション合格までを記した『京大芸人』（講談社）を刊行。さらに2009年11月30日には続編『京大少年』を刊行、2冊合わせて20万部に迫るベストセラーとなった。
2009年4月22日、初の単独DVD「ロザンの08ベスト+」を発売。オリコンランキングで最高75位を記録している。
2009年9月、ナカバヤシと共同開発した実用ノート「スイング・ロジカルノート」が発売された。売れ筋が良く、2011年現在は第8弾まで作られている。
2010年夏から2024年初めまで東京所属だったが、他の吉本芸人とは異なり東京へは活動拠点を移さずに引き続き関西地方に拠点を置いて活動していた。
2011年3月、第4回国際教育学会・舘糾（たちただす）賞を受賞。勉学の推奨・啓蒙に尽力した人に贈られる賞で、お笑いコンビが選ばれるのは極めて異例だった。同学会は授賞理由について「2人は高校在学中に目的を持って勉強する大切さに気付き、自分たちに合った勉強方法を見出した。その活躍によって小中高生は一生懸命勉強することの意義や知識の活用の幅を認識している」と発表した。3月4日、宇治原の母校である京都大学で開催された記念シンポジウムで授賞式が行われた。
現在は舞台、ライブ、クイズ番組回答者、情報・教養番組等のコメンテーター、司会等のテレビ・ラジオ出演のほか受験や法律に関する講演、トークショーなどの活動も積極的に行なっている。

## 芸風
漫才とコントを両方演じ、ネタ作りは菅が担当している。
デビュー当初からしばらくはコント専門だったが、当時の心斎橋筋2丁目劇場では漫才での出演を認めず全員にコントをやらせていたからで、漫才を始めたのはテレビでの露出が増え始めた頃だった。
baseよしもと時代は、漫才で「足し算、引き算、ロザンです」というツカミを使っていた。現在は、背の低い菅がマイクを下げるというツカミを用いている。
漫才・コントのいずれでも菅がボケであるが、コントでは宇治原の独壇場となる場面もある。2人の過度な毒舌も目立つ。
2008年11月にルミネTheよしもとで行った単独ライブを収録したDVD『ロザンの08ベスト+』では、コントのみ4本が収録されている。
M-1グランプリでは大会の始まった2001年から、当時のラストイヤーとなる結成10年目の2006年まで毎年準決勝まで進出した。キングオブコントでは大会の始まった2008年から2年続けて参戦、どちらも準決勝進出。
THE MANZAIの2011年大会では2回戦進出。翌2012年大会では50組の認定漫才師へ選抜、本戦サーキットの結果で20位となりワイルドカード決定戦へ進出した。

## エピソード
コンビ仲の良さで有名。DVD「ロザンの08ベスト+」でも仲の良いプライベート映像が見られる。吉本が提供するファンのためのコミュニティサイト『よしもとID』で行われた「コンビ愛を感じるよしもと芸人ランキング」では、1位を獲得した。
クイズ番組の賞金やCMなどのピン出演のギャラ、本の印税等は全て折半している。

## 受賞
- 第4回国際教育学会・舘糾賞（2011年3月）

## 出演

### テレビバラエティ
現在のレギュラー番組
- 大阪ほんわかテレビ（読売テレビ、2015年4月- ）
- フロントドア（広島ホームテレビ、2016年4月23日 - ）[43] 土曜レギュラー
- 水野真紀の魔法のレストラン（毎日放送）
- よ〜いドン！（関西テレビ、水曜レギュラー）
- ロザンのクイズの神様→ロザンのクイズの神様・超（関西テレビ、2021年1月9日 - ）
- よんチャンTV（毎日放送、2021年3月30日 - ）火曜レギュラー

過去のレギュラー番組
- クヮンガクッ（毎日放送、1999年10月 - 2001年3月）
- べえぇす!（テレビ大阪、2000年10月 - 2001年9月）
- 紳助の人間マンダラ（関西テレビ、- 2002年3月）
- ?マジっすか!（毎日放送、2001年4月 - 2002年9月）
- どまんなかっ!（関西テレビ、2002年10月 - 2003年3月）
- 大阪発元気ダッシュ!DOYAH（NHK BS-2、- 2003年3月）
- ゲンキ王国（関西テレビ、2002年10月 - 2003年9月）
- イタダキ娘（テレビ大阪、2003年4月 - 2003年9月）
- キレイの鉄則（テレビ大阪、2003年4月 - 2003年9月）
- ロザン式 大学研究所（朝日放送、2004年6月 - 2004年7月）
- っちゅ〜ねん!（毎日放送、2005年4月 - 2006年3月）※コーナー司会
- ちちんぷいぷい（毎日放送、2006年4月 - 2021年3月）※毎週火曜日（「ロザンの道案内しよッ!」というロケコーナーが人気を博した）
- ぶらぴ（中国放送、2006年4月 - 2008年3月）
- バスで恋して（サンテレビ、2007年10月 - 2008年3月）※メインMC
- プラクトピアの風・賢者の贈り物（テレビ大阪、2008年4月 - 9月）※司会
- うんちく・しりすぎ（日本テレビ、2010年4月 - 2010年6月）※
- テレビの素（関西テレビ、2009年10月 - 2010年9月、毎月第3日曜日）※総合司会
- クイズ!紳助くん（朝日放送、- 2011年9月）※隔週
- パテナの神様!（毎日放送、2012年11月 - 2013年9月）
- スイッチ!（東海テレビ、2016年　-　2021年）※毎週木曜日
- ミント!（毎日放送、2019年4月 - 2021年3月）※毎週火曜日（スタジオを共用していた『ちちんぷいぷい』に続いて出演）

過去の準レギュラー番組
- 昼あがり!どまんなか（関西テレビ、1999年10月 - 2003年3月）
- 今夜はえみぃ〜GO!!（毎日放送、2002年10月 - 2008年3月）
- あさパラ!（読売テレビ、2006年 - 2011年）

### ラジオ
- AM808。マジっすよ!（毎日放送、2001年4月 - 2002年3月）
- Bサンデー（毎日放送、2002年4月 - 2004年3月）
- ゴーゴーモンキーズ（毎日放送、2004年4月 - 2006年3月）
- baseよしもとのタングショー（CBCラジオ、2001年10月 - 2002年4月）
- ロザンのパチパチラジオ（JFN系FMラジオ全国38局ネット、2009年1月25日）
- GAKU-Shock（TBSラジオ、朝日放送、2004年12月 - 2014年3月）※メインパーソナリティ
- ロザンのありおりはべりいまそかり! [44]（KBS京都ほか、2016年9月28日 - 2017年3月29日、毎週水曜日18:00 - 18:30[45][46]）

### テレビドラマ
- 水戸黄門 2時間スペシャル（TBS）- ゲスト出演
- 島田紳助プロデュース ウエストサイドストーリー（朝日放送）（特別ドラマ）
- 無理な恋愛（関西テレビ）- 第10話にエキストラ出演[47]

### WEB
- Rikejo学園・進路指導室（講談社）[48][49]
- ロザンと一緒に楽しく極めるエクスワード活用術（カシオ計算機）
- Magalry（マガリー）附属ロザン校（Magalry（マガリー）附属ロザン校、2013年2月 - ）
- ロザンのウジスガ（AGARUTV、2018年7月 - ）

### 映画
- ガキンチョ★ROCK（2003年）※主演

### CM
- Joshin（2002年 - 2003年）
- 日本コスモトピア（2003年 - 2004年）
- 天下一品（関西地域、限定12回の放送のみ）（2007年9月26日 - 10月14日）
- 大阪ガス （当初は菅のみ出演だったが、「らく得リース」篇以降コンビで出演するようになった。菅が大阪ガス社員・宇治原が顧客役）
  - 「けむぴこ」篇（2006年7月 - 2006年8月）
  - 「ALLブランドメンテ即日訪問」篇（2006年7月 - 2006年8月）
  - 「お役立ち」篇（2006年10月 - 11月）
  - 「リフォーム」篇（2006年10月 - 11月）
  - 「けむぴこ くらしプラス」篇（2007年2月）
  - 「ALLブランドメンテ即日訪問 くらしプラス」篇（2007年2月 - ）
  - 「お役立ち くらしプラス」篇（2007年2月 - 4月）
  - 「リフォーム くらしプラス」篇（2007年2月 - ）
  - 「床暖房・夏」篇（2007年7月 - ）
  - 「らく得リース」篇（2010年3月 - ）
  - 「給湯器修理 レレレのゴゴゴ」篇（2012年1月 - ）

CMソングはサンプラザ中野くんが担当。
- - 「住ミカタ・サービス」篇
  - 「ツナガルde給湯器」篇
  - 「とあるマチの物語」篇
- 近畿司法書士連合会（2010年7月20日 - ）（2週間限定）
- なんばウォーク「バーゲンナンバワン」（2011年）※声のみ

## 単独ライブ
- 祝!ロザン単独初ライブ 〜ほんとにおめでと。〜（2001年3月18日）baseよしもと（大阪）
- ロザンの「リズム」（2001年5月17日）baseよしもと（大阪）
- ロザンの「カラー」（2001年7月24日）baseよしもと（大阪）
- ロザンの「ルール」（2001年10月19日）baseよしもと（大阪）
- ロザンの「アイテム」（2001年12月18日）baseよしもと（大阪）
- ロザンの「ロザン」（2002年3月29日）なんばグランド花月（大阪）
- ロザンの「ナチュラル」（2002年5月15日）baseよしもと（大阪）
- ロザンの「チェンジ」（2002年7月10日）baseよしもと（大阪）
- ロザンの「チャレンジ」（2002年9月12日）baseよしもと（大阪）
- ロザンの「マニュアル」（2002年11月28日）baseよしもと（大阪）
- ロザンの「シングル」（2003年1月27日）baseよしもと（大阪）
- ロザンの「ベスト」（2003年3月19日）なんばグランド花月（大阪）
- ロザンの「ベスト」（2003年5月14日）シアターVアカサカ（東京）
- ロザンの「ハーフ」（2003年5月30日）うめだ花月（大阪）
- ロザンの「ハーフ」（2003年6月21日）うめだ花月（大阪）
- ロザンの「ハーフ」（2003年9月12日）うめだ花月（大阪）
- ロザンの「ハーフ」（2003年12月5日）うめだ花月（大阪）
- ロザンの「ハーフ」（2004年1月28日）うめだ花月（大阪）
- ロザンの「ハーフ」（2004年3月19日）うめだ花月（大阪）
- ロザンの「ハーフ」（2004年5月7日）うめだ花月（大阪）
- ロザンの「スタディ」（2004年7月15日）うめだ花月（大阪）
- ロザンの「スタディ」（2004年9月17日）うめだ花月（大阪）
- ロザンの「スタディ」（2004年11月6日）うめだ花月（大阪）
- ロザンの「スタディ」（2005年1月15日）うめだ花月（大阪）
- ロザンの「スタディ」（2005年3月25日）うめだ花月（大阪）
- ロザンの「スタディ」（2005年5月18日）うめだ花月（大阪）
- ロザンの「スタディ」（2005年7月20日）うめだ花月（大阪）
- ロザンの「スタディ」（2005年9月28日）うめだ花月（大阪）
- ロザンの「コンビ」（2006年7月7日）うめだ花月（大阪）
- ロザンの「コンビ」（2006年9月16日）うめだ花月（大阪）
- ロザンの「コント」（2007年4月15日）うめだ花月（大阪）
- ロザンの「コント2」（2007年7月7日）うめだ花月（大阪）
- ロザンの「ネタ」（2007年10月14日）うめだ花月（大阪）
- ロザンの'07ベスト（2008年1月26日）新宿シアターサンモール（東京）
- ロザンの'07ベスト（2008年2月4日）ワッハ上方ワッハホール（大阪）
- ロザンの08ベスト（2008年11月15日）ワッハ上方ワッハホール（大阪）
- ロザンの08ベスト（2008年11月30日）ルミネtheよしもと（東京）
  - この単独の模様が2009年4月22日にDVD化された。
- ロザンのトーク（2009年9月28日）よしもとプリンスシアター（東京）
- ロザンのトーク（2009年11月7日）よしもとプリンスシアター（東京）
- ロザンのトーク（2010年2月3日）よしもとプリンスシアター（東京）
- 京大少年〜ロザンのお笑い課外授業 in NGK（2010年2月17日）なんばグランド花月（大阪）
- ロザンの11ベスト（2011年8月6日）京橋花月（大阪）
- ロザンの11ベスト（2011年8月21日）ルミネtheよしもと（東京）
- ロザンのトーク（2012年4月2日）ルミネtheよしもと（東京）
- ロザンのトーク（2012年6月15日）ルミネtheよしもと（東京）
- ロザンのトーク（2012年8月3日）ルミネtheよしもと（東京）
- ロザンのトーク（2012年10月8日）ルミネtheよしもと（東京）
- ロザンのトーク（2012年12月15日）ルミネtheよしもと（東京）
- ロザンのトーク（2013年2月9日）ルミネtheよしもと（東京）
- ロザンの14ベスト（2014年8月17日）ルミネtheよしもと（東京）
- ロザンの14ベスト（2014年9月28日）なんばグランド花月（大阪）
- ロザンのトーク（2014年12月6日）ルミネtheよしもと（東京）
- ロザンのトーク（2015～2021年現在も隔月1回ペース）ルミネtheよしもと（東京）※配信あり
- ロザンの22ベスト ハーフ（2022年11月13日）YES THEATER（大阪）
- ロザンの22ベスト ハーフ（2022年12月11日）よしもと有楽町シアター（東京）※配信あり
- ロザンの23ベスト（2023年11月24日）YES THEATER（大阪）
- ロザンの23ベスト（2023年12月10日）ルミネtheよしもと（東京）
- ロザンの23ベスト 追加公演（2023年12月24日）YES THEATER（大阪）※配信あり

## 出版

### CD
WEST SIDE
- WEST LOVE SHINE
- Right Here,Right Now
- W・S

ガキンチョ★ROCK
- 夢へまっすぐに
- ガキンチョ☆ROCK サウンドトラックアルバム

baseオールスターズ
- SUMMER SMILE（会場限定発売）

### DVD・ビデオ
- ロザンのトーク1〜4
- ゴッドタンDVD「キス我慢選手権ファイナル」 ※宇治原のみ
- アメトーークDVD④「ハンサム芸人」 ※菅のみ
- アメトーークDVD⑮「愛方大好き芸人」
- アメトーークDVD⑱「絵心ない芸人」※宇治原のみ
- アメトーークDVD㉒「勉強しかしてこなかった芸人」
- アメトーークDVD㉖「絵心ない芸人2」※宇治原のみ
- アメトーークDVD㉖「広島カープ芸人」※宇治原のみ
- アメトーークDVD㉗「勉強大好き芸人」
- ロザンの08ベスト+
  - 初の単独DVD
- ロザンの14ベスト
- YOSHIMOTO PRESENTS LIVE STAND 08 OSAKA
- キングオブコント2008
- メッセ弾 「ある意味コワイ」爆笑トーク編 ※宇治原のみ
- YOSHIMOTO PRESENTS LIVE STAND 07
- LIVE STAND 07 0428
- LIVE STAND 08 OSAKA
- LIVE STAND 09 男前祭り
- LIVE STAND 2010 男前祭り〜草食系DISC〜
- The Best of ヨシモト∞（無限大） Vol.1
- ZAIMAN ZAI!!
- ZAIMAN MAN!!
- NGKにバファローズがやって来た!!
- うめだ花月2周年記念DVD 永久保存版
- 喜劇王しんべえす2
- 喜劇王しんべえす1
- ガキンチョ★ROCK
- ガキンチョ★ROCKまいどおおきにスペシャルディスク
- MAKING OF ガキンチョ★ROCK キンコン★ロザン 〜青春パンクな1ヶ月〜
- メッセンジャー・シャンプーハット・ブラックマヨネーズ・フットボールアワー・ビッキーズ・ロザン in ZAIMAN
- baseよしもと2003大図鑑
- baseよしもと2002大図鑑
- baseよしもと2001大図鑑
- baseよしもと2000大図鑑
- LIVE at Zepp Osaka E・Y・E ※WEST SIDE
- story ※WEST SIDE

### 書籍
- 吉本興業オフィシャルブック うめだ花月芸人読本
- WEST SIDE（写真集）
- よしもとサッカー大事典 ワールドカップ編　笑う2002
- B面03
- よしもと若手芸人THE ROOM
- 漫革
- B面
- PICTよしもと YOSSY
- baseよしもとオールタレント写真集
- 京大芸人（菅広文著 2008年10月28日発売）
- 京大少年（菅広文著 2009年11月24日発売）
- 京大芸人式日本史（菅広文著 2014年10月24日発売）
- 身の丈にあった勉強法（菅広文著 2017年10月）
- 京大芸人式身の丈にあった勉強法（菅広文著 2020年12月）

### 活字連載
- 朝日新聞 「お笑いの本棚」（2005年10月-2006年2月、毎月第一日曜日、交互で）
- 角川書店　関西ウォーカー「めっちゃ!WEST SIDE」（終了）

## 広告
- 日本新聞協会「春の新聞週間」（2010年4月6-12日）[50]
- 近畿司法書士会連合会 （2010年）[51]
- 日本新聞協会 「新聞配達の日・新聞少年の日」（2010年10月17日）[52]

## グッズ
- 「ロザンファイルBOX」
- 「楽屋のおやつ（うめだ花月編）」
- 「ミニタオル」
- 「ステッカー」
- 「チョコ」